# Anna Burns
Anna Burns (sinh ngày 7 tháng 3 năm 1962) là một nhà văn Bắc Ireland. Bà sinh ra tại Belfast, Bắc Ireland, và sống tại Đông Sussex, Anh. Tiểu thuyết Milkman của bà đã giành giải Booker năm 2018 và nhiều giải thưởng văn học quan trọng khác, trong đó có Giải thưởng Văn học Quốc tế Dublin năm 2020.

## Tác phẩm

### Tiểu thuyết
- No Bones (2001)
- Little Constructions (2007)
- Milkman (Người giao sữa, 2018)
- Love at Cafe Lompar (2021)[2]

### Tiểu thuyết ngắn
- Mostly Hero (2014)[3]

## Giải thưởng
- Winifred Holtby Memorial Prize, 2001 (No Bones)[1]
- Lọt vào chung khảo Orange Prize for Fiction, 2002 (No Bones)[1]
- Giải Man Booker, 2018 (Milkman)[1]
- National Book Critics Circle Award for Fiction, 2018 (Milkman)[1]
- Orwell Prize for Political Fiction, 2019 (Milkman)[1]
- Christopher Ewart-Biggs Memorial Prize, 2018-2019 (Milkman)[1]
- Lọt vào chung khảo Women's Prize for Fiction, 2019 (Milkman)[4]
- International Dublin Literary Award, 2020 (Milkman)[1]